# Czirn (Adelsgeschlecht)

Wappen der schlesischen Familie Zirn in Siebmachers Wappenbuch

Wappenschild wie es Kekelon von Czirn führte

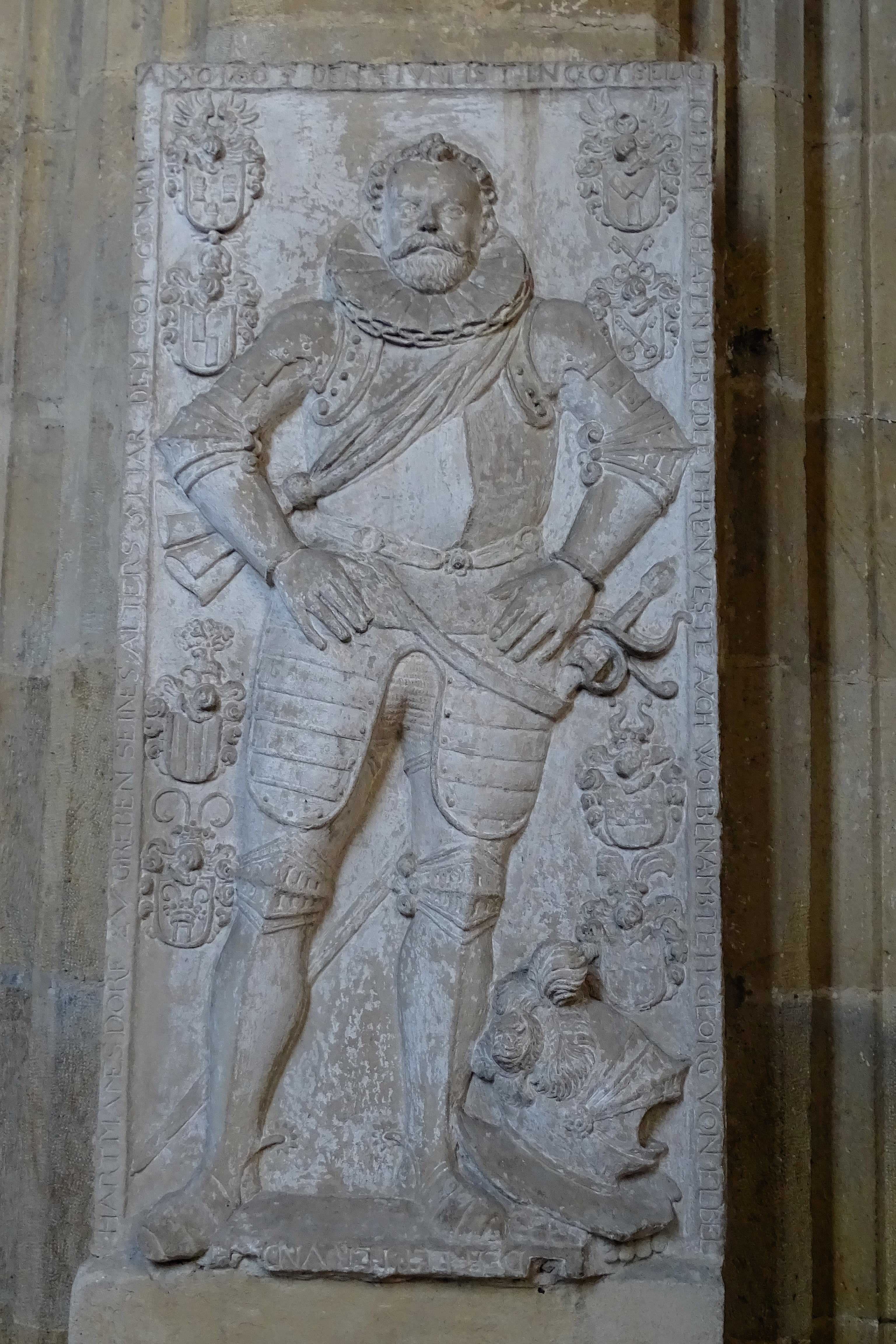
Epitaph für Georg von Elbel († 1605) mit den Wappen der Czirn

Czirn und Zirn, auch Cirna, Cirney, Cyrnem, Czirney, Zirna oder Tschirn, ist der Name eines schlesischen Uradelsgeschlechts, das schon im 12. Jahrhundert nachweisbar ist.

## Geschichte
Weil der Eigenname Zirn in dem alten Barden-Lied vorkommt, ging Abschatz davon aus, dass die Zirn dem Verband der alten Ritter der Quaden und Lugier hinzu zu rechnen seien, die im Jahre 9. n. Chr. an der Varusschlacht im Teutoburger Wald teilgenommen hatten. Die Familie hatte Stammsitze in Prieborn und Türpitz im Herzogtum Brieg sowie in Reinsberg im Herzogtum Jauer. Die Zirn in Prieborn besaßen eine Burg auf dem nahegelegenen Rummelsberg. Der schlesische Historiker Johann Sinapius listete 1710 zahlreiche Familienmitglieder auf, die zwischen 1200 und 1700 lebten, und benannte weitere Landgüter dieser Familie.
Im 12. Jahrhundert ist Wittich von Zirn in Schlesien nachgewiesen, denn um 1200 kam Dietrich von Zedlitz aus dem sächsischen Vogtland nach Schlesien, heiratete Jutta, eine Tochter des Wittich von Zirn auf Neukirch an der Katzbach bei Schönau an der Katzbach und nahm mit ihr seinen Sitz in Maiwaldau. Das Paar hatte neun Söhne, und Dietrich gilt deshalb als Ahnherr des schlesischen Familienzweigs der Zedlitz. Die neun Söhne waren:
1. Hans, mit dem Beinamen Wetzenstein, zu Konradswaldau (Kreis Goldberg) gesessen
2. Tietz, zu Alt Schönau gesessen
3. Opitz, blieb in Maiwaldau und erbaute dort 1251 eine Kirche
4. Cretzig (Pancratz), besaß in der Kleinstadt Schönau an der Katzbach das landesfürstliche Schloss oder Burglehen
5. Seyfried, zu Kauffung gesessen
6. Bernhard, zu Röversdorf gesessen
7. Cunrad, zu Lähn aufm Hause, späterem Burglehen Lehnhaus, gesessen
8. Nicol, Pfarrer zu Schönau an der Katzbach
9. Peter, Pfarrer zu Neukirch an der Katzbach

Die beiden Letzteren, die Zwillinge waren, hatten sich für den geistlichen Stand entschieden. Letzte Ruhestätte einiger dieser Söhne war die Familiengruft der Zedlitz in der Kapelle von Grüssau.
Um 1349 wirkte Heinrich von Czirn als Landeshauptmann des Weichbildes Frankenstein. Ein Czirn half im Jahr 1410 bei der Verteidigung der Marienburg während der Belagerung durch den polnischen König Władysław II. Jagiełło. Hans Czirn auf Katschkau († 1580) war Regierungsrat und Kanzler des Herzogs Georg II. von Liegnitz und Brieg. Heinrich von Czirn auf Prieborn fungierte als Regierungsrat des Herzogs von Liegnitz und Brieg sowie Hans von Zirn auf Schlause († 1612) als Landrechtsbeisitzer des Herzogtums Münsterberg. 1614 bekleidete Georg Heinrich von Czirn auf Prieborn und Türpitz das Amt des Regierungsrates des Herzogs von Liegnitz und Brieg. Ernst Sigismund von Zirn auf Nassadel († 1710) starb ohne Nachkommen, mit dem die Familie 1747 im Adels-Lexikon fälschlicherweise als erloschen angegeben wurde. Dessen Witwe Anna Charlotta geb. von Salisch heiratete in zweiter Ehe Silvius Sigismund von Dobschütz (* 1683).

### Czirn-Terpitz von Boczkowski
Der in Posen lebende königlich-preußische Regierungsrat Friedrich Czirn von Terpitz wurde von dem königlich-polnischen Kammerherrn und Rittmeister von Boczkowski adoptiert und erhielt am 18. Oktober 1823 die Erlaubnis, Namen und Wappen der Boczkowski mit seinen eigenen zu verbinden. Die Linie nannte sich darauf Czirn-Terpitz von Boczkowski. Der möglicherweise mit dem Vorgenannten identische Regierungsrat Friedrich Czirn von Terpitz erscheint 1830 als Eigentümer des Schlossvorwerkes Hellwingsdorf bei Jauer.

## Besitzungen (Auswahl)
- Arnsdorf (17. Jahrhundert)
- Auras (15. Jahrhundert)
- Fürstenstein (14. Jahrhundert)
- Geppersdorf (16. Jahrhundert)
- Katschwitz (16. Jahrhundert)
- Hellwingsdorf (19. Jahrhundert)
- Konradswaldau (14. Jahrhundert)
- Krummendorf (16. bis 17. Jahrhundert)
- Lauterbach (17. Jahrhundert)
- Münsterberg (17. Jahrhundert)
- Nassadel (18. Jahrhundert)
- Prieborn (16. Jahrhundert)
- Schlause (16. bis 17. Jahrhundert)
- Schollwitz (17. Jahrhundert)
- Siebenhufen (16. Jahrhundert)
- Simsdorf (17. Jahrhundert)
- Tschammendorf (17. Jahrhundert)[14]
- Türpitz (16. Jahrhundert)
- Wammern (15. Jahrhundert)
- Wernersdorf (17. Jahrhundert)[15]

## Wappen

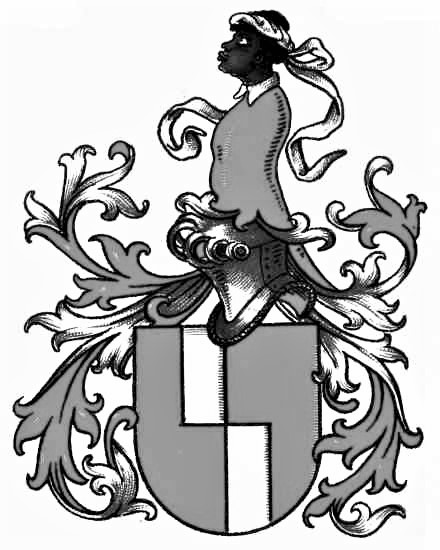
Wappen derer von Czirn

Das Schild ist rot und zeigt zwei links und rechts entlang der senkrechten Mittellinie des Schildes bündig ausgerichtete Balken, von denen der linke von oben nach unten und der rechte von unten nach oben über die Schildmitte hinausragt, so dass eine Art Stufe gebildet wird, die an die Rune ᛋ erinnert. Über dem Schild befindet sich eine goldfarbene Krone, die von zwei Straußen flankiert wird. Aus der Krone ragt nach oben heraus der Oberkörper eines rot gekleideten Mohren, der nach links blickt und ein weißes Stirnband trägt, dessen Enden im Wind flattern.

## Bekannte Namensträger
- Kekelon (Keklo, Kekel) von Czirn saß bis 1355 auf Schloss Fürstenstein bei Waldenburg i. Schlesien.[17]
- Heinrich von Czirn auf Prieborn war 1580 Regierungsrat bei dem Herzog Georg II. zu Liegnitz und Brieg.[16][3] Im Sommersemester 1559 steht er in der Matrikel der Universität Frankfurt (Oder); 1575 wird er gemeinsam mit seinen Brüdern Hans und Christoph erwähnt.[18]
- Georg Heinrich von Czirn auf Prieborn und Türpitz war 1614 Regierungsrat des Herzog von Liegnitz und Brieg.[16][3]
- Christoph von Czirn auf Seifersdorf war im 17. Jahrhundert Hofmarschall des Herzogtums Brieg.[19]